# 1874
1874 (MDCCCLXXIV) fue un año común comenzado en jueves según el calendario gregoriano.

## Acontecimientos

### Enero
- 2 de enero: en Madrid (España), Emilio Castelar, presidente de la I República Española, pierde la confianza del Parlamento y presenta su dimisión.
- 3 de enero: en Madrid (España), el general Pavía entra en las Cortes y perpetra un Golpe de Estado, poniendo fin a la Primera República Española.
- 4 de enero: en Zaragoza, el pueblo realiza un levantamiento republicano a causa del golpe de Estado del general Manuel Pavía.
- 10 de enero:en Alemania se celebran las elecciones federales de Alemania de 1874.
- 12 de enero: en Cartagena (España) termina la insurrección cantonalista que formaba el Cantón de Cartagena, ante el bloqueo por mar y tierra de las fuerzas gubernamentales.

### Febrero
- 9 de febrero: en la Ciudad de México se funda el primer colegio protestante en Iberoamérica, el Instituto Metodista Mexicano, hoy Instituto Mexicano Madero.
- 10 de febrero: en Argentina, se funda la ciudad de Mar del Plata
- 11 de febrero: en París (Francia), Alejandro Dumas, hijo ingresa en la Academia francesa.
- 20 de febrero: en Londres (Reino Unido), Benjamín Disraeli, dirigente conservador de 70 años de edad, asume el cargo de primer ministro por segunda vez. Su política irá destinada a reforzar la posición del Imperio británico en el mundo.
- 24 y 25 de febrero: en el valle de Somorrostro (España) ―en el marco de la tercera guerra carlista―, para romper el sitio de Bilbao, las tropas carlistas derrotan a las fuerzas del general Moriones en la primera batalla de Somorrostro.[1]

### Marzo
- 24 a 27 de marzo: en el valle de Somorrostro (España) ―en el marco de la tercera guerra carlista― las tropas carlistas luchan en la segunda batalla de Somorrostro, para romper el sitio de Bilbao. Termina con un saldo de más de 8000 bajas entre ambos bandos.[1]
- 25 de marzo: La República del Ecuador, se consagra al Sagrado Corazón de Jesús, realizado por el entonces presidente Gabriel García Moreno y apoyada, bendecida y concretada por el papa Pio IX.

### Abril
- 25 de abril: Alemania y Grecia firman el Tratado de Olimpia, iniciando las primeras excavaciones arqueológicas donde participan dos gobiernos a la vez.
- 25 de abril: el científico Santiago Ramón y Cajal es destinado a Cuba
- 27 y 28 de abril: en el valle de Somorrostro (España) ―en el marco de la tercera guerra carlista― las tropas carlistas luchan en la tercera batalla de Somorrostro, que termina con el sitio de Bilbao.

### Mayo
- 18 de mayo: en Vilabella (España) ―en el marco de la tercera guerra carlista― se libra una cruenta batalla.

### Junio
- 27 de junio: en Navarra (España) ―en el marco de la tercera guerra carlista― se libra la batalla de Monte Muro.
- 27 de junio: en los Estados Unidos, una coalición de indios comanches, kiowas, cheyenes y arapahos, al mando de Quanah Parker, asaltan Adobe Walls.

### Julio
- 1 de julio: en Filadelfia (Estados Unidos) se abre el primer zoológico público del mundo.
- 10 de julio: primer ascenso al Monte Elbrús por F. Crauford Grove, F. Gardner, H. Walker y P. Knubel.
- 16 de julio: se inaugura la estación de tren de Dunster.

### Agosto
- 6 de agosto: Bolivia y Chile firman el segundo tratado de límites que sustituye el previamente firmado de 1866. Chile renuncia a los territorios en la zona comprendida en los paralelos 24 y 25. A cambio el gobierno de Bolivia se compromete a no incrementar los impuestos sobre el salitre durante los próximos 25 años (es decir, hasta 1899).

### Octubre
- 9 de octubre: en Berna (Suiza) se funda la Unión Postal Universal.
- 12 de octubre: en Buenos Aires (Argentina), Nicolás Avellaneda asume como presidente.

### Noviembre
- 24 de noviembre: en Estados Unidos, Joseph Golden obtiene la patente del alambre de espino.

### Diciembre
- 1 de diciembre: en el Reino de España el aristócrata Alfonso XII es proclamado rey.

### Fechas desconocidas
- Lord Salisbury es nombrado secretario de Estado para la India (hasta 1878).
- Argentina: es electo presidente Nicolás Avellaneda, que vence rápidamente un intento de golpe de Estado dirigido por el militar y «prócer» Bartolomé Mitre.

## Arte y literatura
- Primera exposición impresionista, donde Monet presenta Impression, soleil levant (pintado en 1872).
- Gustave Flaubert: Las tentaciones de San Antonio.
- Thomas Hardy: Lejos de la multitud enloquecedora.
- Émile Zola: El vientre de París.
- Juan Valera: Pepita Jiménez.

## Música
- Bedřich Smetana empieza su obra maestra Má vlast (Mi patria).
- Modest Músorgski termina de escribir su obra Cuadros de una exposición en honor a Víktor Hartmann, artista amigo suyo.

## Ciencia y tecnología
- En Yokohama (Japón), el astrónomo francés de origen noruego Pierre Janssen registra el tránsito de Venus frente al Sol, con ayuda de su «revólver fotográfico».
- Brayton crea el motor de explosión, con petróleo como carburante.
- Gustav Kirchhoff: Mecánica.
- Gray describe por primera vez la orca pigmea (Feresa attenuata).
- Carl Wernicke (médico alemán), describe la afasia (síndrome neurológico) que lleva su nombre.

## Deportes
- Se funda el Bolton Wanderers Football Club.

## Nacimientos

### Enero
- 1 de enero: José Lassalle, director de orquesta y compositor español (f. 1932), casado con la cantante María Kuznetzova.
- 1 de enero: Gustave Whitehead, aviador alemán (f. 1927).
- 4 de enero: Josef Suk, compositor checo.
- 5 de enero: Joseph Erlanger, fisiólogo estadounidense, premio nobel de medicina en 1944 (f. 1965).

### Febrero
- 3 de febrero: Gertrude Stein, escritora estadounidense (f. 1946).
- 6 de febrero: Bhaktisiddhanta Sarasuati, religioso y escritor krisnaísta bengalí (f. 1937).
- 15 de febrero: José María Vargas Pacheco, jurista costarricense (f. 1956).

### Marzo
- 5 de marzo: Henry Travers, actor británico (f. 1965).
- 24 de marzo: Harry Houdini (Ehrich Weiss), mago húngaro (f. 1926).
- 26 de marzo: Robert Frost, escritor y poeta estadounidense (f. 1963).
- 28 de marzo: Shapurji Saklatvala, político británico de origen indio (f. 1936).

### Abril
- 3 de abril: Eduardo Sánchez de Fuentes, compositor y escritor cubano (f. 1944).
- 13 de abril: Toribio Martínez Cabrera, militar español (f. 1939).
- 15 de abril: Johannes Stark, físico alemán, premio nobel de física en 1919 (f. 1957).
- 25 de abril: Guglielmo Marconi, inventor italiano (f. 1937).

### Mayo
- 9 de mayo: Howard Carter, arqueólogo británico (f. 1939).
- 26 de mayo: Laura Montoya, monja colombiana (f. 1949), canonizada por la iglesia católica, primera santa de ese país.

### Junio
- 1 de junio: Macedonio Fernández, escritor y filósofo argentino (f. 1952).
- 9 de junio: Ernst Diehl, filólogo clásico y epigrafista alemán (f. 1947).
- 9 de junio: Launceston Elliot, halterófilo escocés (f. 1930).
- 13 de junio: Louis-Gustave Cambier, pintor y escultor belga (f. 1949).
- 13 de junio: Leopoldo Lugones, poeta, narrador, periodista, historiador, bibliotecario, docente, teósofo, diplomático y político conservador argentino (f. 1938), padre del policía Polo Lugones (1897‑1971) y abuelo de la periodista Pirí Lugones (1925‑1978), torturada y asesinada mediante la picana eléctrica inventada por su padre.

### Julio
- 25 de julio: Jaime Mendoza Gonzáles, médico, poeta, filántropo, escritor y geógrafo boliviano (f. 1939).
- 28 de julio: Joaquín Torres García, artista plástico uruguayo (f. 1949).
- 28 de julio: Ernst Cassirer, filósofo alemán (f. 1945).
- 28 de julio: Agustín Víctor Casasola, fotógrafo mexicano (f. 1938).

### Agosto
- 10 de agosto: Herbert Hoover, político estadounidense y 31° presidente desde 1929 hasta 1933 (f. 1964).
- 22 de agosto: Max Scheler, filósofo alemán (f. 1928).
- 27 de agosto: Carl Bosch, químico e industrial alemán, premio nobel de química en 1931 (f. 1940).
- 29 de agosto: Manuel Machado, poeta español (f. 1947).
- 31 de agosto: Edward Thorndike, psicólogo conductista estadounidense.

### Septiembre
- 10 de septiembre: Karl Faust, botánico alemán.
- 13 de septiembre: Arnold Schönberg, compositor austríaco (f. 1951).
- 21 de septiembre: Gustav Holst, compositor británico.
- 30 de septiembre: Roberto Lewis, pintor panameño (f. 1949).

### Octubre
- 20 de octubre: Charles Ives, compositor estadounidense (f. 1954).

### Noviembre
- 9 de noviembre: Julio Romero de Torres, pintor español (f. 1930).
- 15 de noviembre: August Krogh, fisiólogo danés, premio nobel de medicina en 1920 (f. 1949).
- 18 de noviembre: Clarence Day, escritor estadounidense (f. 1935).
- 22 de noviembre: Cristóbal de Castro, escritor español (f. 1953).
- 30 de noviembre: Winston Churchill, político, estadista y escritor británico, primer ministro del Reino Unido y premio nobel de literatura (f. 1965).

### Diciembre
- 28 de diciembre: María de la O Lejárraga, escritora y feminista española (f. 1974).

### Fecha desconocida
- John Yu Shuinling, diplomático y fotógrafo chino (f. 1944).

## Fallecimientos
- 8 de febrero: David Friedrich Strauss, teólogo alemán (n. 1808).
- 17 de febrero: Lambert Adolphe Jacques Quételet, astrónomo y matemático belga (n. 1796).
- 8 de marzo: Millard Fillmore, político estadounidense, 13.º presidente entre 1850 y 1853 (n. 1800).
- 1 de mayo: Niccolò Tommaseo, escritor, filósofo y poeta italiano de carácter cristiano.
- 3 de julio: Franz Bendel, compositor y pianista bohemio (n. 1833).
- 17 de julio: Lucio del Valle, ingeniero y arquitecto español (n. 1815).
- 22 de julio: Howard Staunton, ajedrecista inglés (n. 1810).
- 24 de septiembre: Teófilo Ivanovski, general argentino (n. 1827).
- 26 de octubre: Peter Cornelius, compositor y poeta alemán.
- 19 de noviembre: Manuel Lasala y Ximénez de Bailo, jurista, escritor, político e historiador español (n. 1803).
- 21 de noviembre: Mariano Fortuny (1838-1874), pintor español.
- 7 de diciembre: Pedro Timote, militar argentino (n. 1836).
- Constantin von Tischendorf.

### Fecha desconocida
- Pedro José Rojas, militar y político venezolano (n. 1818).